# Parafia Wniebowzięcia Najświętszej Maryi Panny w Kobryniu
Parafia Wniebowzięcia Najświętszej Maryi Panny w Kobryniu – rzymskokatolicka parafia znajdująca się w diecezji pińskiej, w dekanacie brzeskim, na Białorusi.

## Historia
Pierwszy kościół w Kobryniu powstał w 1500. W 1842 powstał murowany kościół, konsekrowany 1851 przez biskupa wileńskiego Wacława Żylińskiego. W dwudziestoleciu międzywojennym parafia liczyła ok. 3500 wiernych. Leżała w diecezji pińskiej, w dekanacie Kobryń. W mieście istniał wówczas jeszcze kościół garnizonowy pw. św. Jacka.
Podczas II wojny światowej proboszcz kobryński ks. Jan Wolski oraz wikariusz ks. Władysław Grobelny zostali rozstrzelani przez Niemców za pomoc Żydom.
Po wojnie miasto znalazło się w Związku Sowieckim. 2 sierpnia 1948 komuniści aresztowali proboszcza kobryńskiego ks. Józefa Horodeńskiego, którego następnie skazano na 25 lat obozu pracy oraz pozbawienie praw obywatelskich na okres 5 lat i konfiskatę mienia za agitację antyradziecką oraz przechowywanie literatury antyradzieckiej o treści nacjonalistycznej. W 1955 powrócił on do pracy duszpasterskiej w Kobryniu. W 1958 otrzymał kolejny wyrok, po którego odbyciu wydalano go do Polski. W marcu 1962 parafia została zlikwidowana, a kościół znacjonalizowany.
W 1989 zwrócono wiernym zdewastowany kościół. Został on wyremontowany i w 1991 konsekrowany przez arcybiskupa mińsko-mohylewskiego i administratora apostolskiego diecezji pińskiej Kazimierza Świątka.